# Церква Стрітення Господнього (Калуш)
Церква Стрітення Господнього УГКЦ — один із найстаріших дерев'яних храмів сучасного Калуша, який до середини XX століття був основною церквою села Підгірки. Зведено храм у 1898 році, а наступного року освячено.

## Історія

### Стара церква
Старий храм Чесного і Животворящого Хреста був збудований у 1750 році, хрещатий, розміром 13×11 м. За служби пароха Підгірок о. Йосифа Кобилянського (1882—1888) священик і сільська громада перед деканатом у Калуші та місцевим дідичем Соботою підняли питання про будівництво нового храму в селі. Площа старої церкви Чесного й Животворящого Хреста Господнього, поставленої ще в 1750 році, вже не вміщала всіх парафіян Підгірок. Приміщення храму було в критичному стані — бані загрожували впасти на голови людей під час відправи.
У 1886—1887 роках був проведений невеликий ремонт храму, але це не зняло питання побудови нового. На засіданні церковного комітету (квітень 1887 р.), а пізніше на сходинах сільської громади, було прийнято рішення про будівництво нової церкви в селі Підгірки.

### Будівництво
Ідею побудови нового храму благословив і підтримав новий парох Підгірок о. Іван Козак. Отця Йосифа Кобилянського наприкінці 1888 року було переведено на службу до Львова.
Постала проблема пошуку майстрів, які б могли взятися за зведення нового підгорецького храму. Саме в той час у селі Хотінь, що за 2,5 км від Підгірок, будівничі з Перегінська (нині — Рожнятівщина) закінчували будівництво церкви святого Миколая.
Священик Іван Козак і члени церковного комітету домовилися, що перегінські майстри з наступного 1889 року розпочнуть роботи зі зведення церкви в Підгірках. Навесні того року о. Козак освятив місце під новий храм.
Влітку 1889 року будівничі з Перегінська приступили до роботи. Майстрам допомагали місцеві ґазди: хто мав коней, возив дерево з лісу, каміння, шутр чи глину, хто не мав — розпилював дерево на колоди тощо.
Проживали четверо майстрів у Олекси Капця, хата якого була недалеко від храму. Платили йому за постій майстрів і «снідання» з церковної каси. Обідали й вечеряли будівничі «з села»: кожна підгорецька ґаздиня знала, коли її черга принести їсти.
За роботами по зведенню храму постійно наглядав парох о. Ігор Козак. Сам не вживав спиртного і, боронь Боже, щоб хтось із селян привіз самогон майстрам. Отець Іван любив повторювати: «Святу й угодну Господу справу роблять світлою головою».
Будівництво нової підгорецької церкви тривало десять років — до 1898 року. І коштувало 10 тисяч австрійських ринських. Шосту частину цієї суми оплатив місцевий дідич Кароль Собота. Він також записав навічно під церкву ґрунт і дозволив брати дерево з панського лісу.
На літо 1898 року нова церква в Підгірках була майже готова, залишалось перекрити дах і бані бляхою. До грудня того року роботи були завершені, й новий підгорецький храм постав у всій своїй красі та величі.

### Освячення і відкриття
15 лютого 1899 року, на свято Стрітення Господнього, він був освячений. Того дня Підгірки відвідали багато почесних гостей: Станіславський греко-католицький єпископ Юліан Куїловський, декан Калуський о. Іван Каратницький, священики о. Йоаким Федюк зі Студінки, о. Ілярій Янович з Хотіня та інші. З того часу в Підгірках на Стрітення Господнє — храмове свято.
Окрасою новозбудованої церкви став іконостас. Його було виготовлено в столиці Австрії Відні. Оплатив кошти на новий іконостас тодішній власник с. Підгірки Кароль Собота-молодший.

### 1900—1960
У 1901 році поряд із новим храмом була зведена дерев'яна дзвіниця. Висота її сягала 8-ми метрів, площа — 4,5×5 метрів. Австрійська армія конфіскувала в серпні 1916 року у підгірківській церкві 5 давніх дзвонів діаметром 51, 34, 33, 32, 22 см, вагою 63, 26, 15, 15, 5 кг, виготовлених у 1735, 1728, 1687, 1872 роках. По війні польська влада отримала від Австрії компенсацію за дзвони, але громаді села грошей не перерахувала. По війні сільська громада придбала нові дзвони. На дзвіниці були чотири дзвони — один великий (бас), один середній і два малі.
У 1920—1930 роках при підгорецькій церкві Стрітення Господнього діяли Товариство Апостольської Молитви, Братство Найсвятіших Тайн, молодіжна релігійна організація «Українська молодь — Христові», церковний хор тощо.
Першими священиками церкви були: о. Іван Козак (1899—1935), о. Володимир Терещук (1935—1937), о. Михайло Стрийський (1937—1938), о. Лев Ліщинський (1938—1939).о. Іван Тимків (1939—1962).
Ще під час навчання у мистецькій школі Олекси Новаківського у Львові, неодноразово у рідні Підгірки приїжджав Григорій Смольський. На прохання земляків він брав участь у розмальовуванні храму. Зокрема, Смольському належить зображення святих рівноапостольних княгині Ольги та князя Володимира (1936).
Храм Стрітення Господнього вистояв як у Першу, так і в другу світову війни. Лише восени 1943 року німецька окупаційна влада почала активно цікавитися церковними дзвонами, маючи намір використати їх для військових потреб. Дзвони були взяті на облік.
Щоб зберегти хоч один дзвін, жителі Підгірок Дмитро Химич, Михайло Капець, Тимофій Когут і Михайло Костів таємно вночі зняли середній дзвін (великий був заважкий) і заховали в стодолі Михайла Капця. Оскільки його оселя стояла неподалік церкви, з часом дзвін перевезли возом «на Новаки» й закопали в стодолі Кирила Когута.
Після відступу німців 1944 року врятований дзвін помістили в дзвіницю на попереднє місце.

### Радянський період
У 1946—1962,1976—1985, 1989 роках церква належала РПЦ. Підгорецька церква Стрітення Господнього зазнала руйнування вже в радянський час. У першій половині 1960-х років влада храм закрила: чотирнадцять років (1962—1976) церква стояла пусткою. В 1976 році підгірчани створили актив, який зайнявся ремонтом храму. Люди не шкодували ні сил, ні часу, ні коштів на відновлення святині. Дякові Олексі Будзану тодішній єпископ Йосиф дозволив відправляти Богослужіння. Так тривало до 27 червня 1985 року.
Цей день став драматичним для жителів Підгірок. Калуський міськком партії з допомогою місцевої влади та комсомольського активу провів операцію з «освоєння культового приміщення під краєзнавчий музей». Відчинивши двері храму, активісти взялися за погром церкви. Вони варварськи нищили храмові цінності: поламали іконостас, престол, образи… Усі церковні речі вантажною машиною вивезли на «склад культового майна в с. Болохів».
Музей не був створений, хоч з часом на підгорецький храм влада почепила табличку з написом «Історично-краєзнавчий музей».
Дзвін, який вдалося врятувати від німців у 1943 році, люди знову зняли й закопали на цвинтарі. Відстояти храм цього разу не вдалося, хоч у СРСР розпочалася горбачовська «перебудова». Не допомогли поїздки в Москву та Київ.
Лише з початком виходу УГКЦ з підпілля в 1989 році храм повернули громаді Підгірок. Парохом відновленої святині став о. Михайло Бойчук, який разом із парафіянами доклав чимало зусиль для реставрації церкви, побудови нової дзвіниці, плебанії та огорожі.

## Сьогодення
Опісля виходу УГКЦ з підпілля дяк Олекса Будзан (після віщого сну, у якому Матір Божа пообіцяла йому свою підтримку. — Авт.) з жителями мікрорайону їздили у с. Болохів і повертали ікони. У Вербну Неділю 1989 року о. Григорій Мороз освятив церкву, а 19 грудня того ж року тут, після тривалої перерви, вже відправлялася Служба Божа, як у греко-католицькому храмі. Новий іконостас був виготовлений у Львові, а престоли виготовив І. Черковський. Дерев'яну дзвіницю з 1901 року розібрали у 1998 році. На свято Чесного і Животворящого Хреста 27 жовтня 1998 року була освячена нова дзвіниця за проєктом Б. Федорка. Столярські і штукатурні роботи зробили підгірчани Є. Зборовський та М. Прокопів. Хрест біля церкви поставлений на честь 1000-ліття Хрещення Русі у 1988 році.